# Karl Schulze (Übersetzer)
Karl Schulze (* 26. November 1910 in Stollberg/Sachsen; † 2. Juli 1983 in Ützdorf bei Berlin) war ein deutscher Jurist und Übersetzer. Er übersetzte Werke der deutschen Literatur ins Esperanto. Die erste vollständige Ausgabe von Goethes Faust in Esperanto (Teil 1 und 2) brachte der Verlag Mondial in Berlin Im Goethe-Jahr 1999 in der Übersetzung von Karl Schulze heraus.

## Leben

### Ausbildung und berufliche Stationen vor 1945
Karl Schulzes Vater war Bäcker. Schulze war bereits als Schüler an Fremdsprachen sehr interessiert. Nach dem Abitur 1930 entschied er sich aber wegen seiner Hörschwäche nicht für ein Fremdsprachenstudium, sondern für das Studium von Betriebswirtschaft und Jura in München, Freiburg/Breisgau und Leipzig. Er promovierte 1938 zum Dr. jur.
Ab 1939 lebte er mit seiner Familie in Chemnitz und arbeitete als Regierungsrat im Landratsamt.
1942–1945 war er Soldat an der Ostfront.

### Berufliche Entwicklung nach 1945
Nach dem Krieg arbeitete Schulze 1945–1950 als Maurer. Einen Ausgleich zu der schweren körperlichen Arbeit boten ihm Russischkurse, die er besuchte. Er vervollkommnete seine Russischkenntnisse im Selbststudium so weit, dass daraus eine nebenberufliche Tätigkeit als Übersetzer entstand. Auch mit Rumänisch und Tschechisch beschäftigte er sich.
Ab 1951 arbeitete er als Justitiar im Amt für Maß und Gewicht (später ASMW).
1952 zog die Familie nach Berlin um. 1974 wurde er vorzeitig berentet.

### Familie
Karl Schulze war ab 1939 mit seiner Cousine Käthe Knoll verheiratet. Zwei Töchter wurden 1940 und 1942 geboren.

### Esperanto
Schon als Oberschüler hatte sich Karl Schulze mit der internationalen Plansprache Esperanto befasst.
Sofort 1965, als nach Bildung des Zentralen Arbeitskreises Esperanto im Kulturbund der DDR (ZAKE) in Ostberlin wieder legal die ersten Esperanto-Kurse stattfinden durften, besuchte er den Kurs von Renate und Dieter Berndt und betrieb dann ein intensives Selbststudium des Esperanto, nahm an Esperanto-Veranstaltungen teil und engagierte sich in der Esperanto-Gruppe Berlin-Prenzlauer Berg im Club 72, Prenzlauer Allee 217. Er leitete dort die sprachlichen Übungen.
Karl Schulze war ab 1978 Mitglied des Zentralen Arbeitskreises Esperanto im Kulturbund der DDR (ZAKE), ab 1981 Mitglied des Zentralvorstands des Esperanto-Verbands im Kulturbund der DDR (GDREA).

### Übersetzer deutscher Literatur ins Esperanto
1968 gewann Schulze einen Übersetzerwettbewerb der Esperanto-Serie in der Tageszeitung Der Morgen. Detlev Blanke, Sekretär des ZAKE lud ihn ein und registrierte mit Erstaunen, dass Karl Schulze, um zu „üben“, schon Beachtliches als Übersetzer geleistet hatte.
Detlev Blanke erinnerte sich später: „Um „zu üben“ erzählte er mir, „hatte er den bekannten Roman Nackt unter Wölfen von Bruno Apitz übersetzt. Die Übersetzung füllte eine Unmenge von Schulheften. Ich war elektrisiert, weil der ZAKE, anders als andere Landesverbände, es noch nicht geschafft hatte, Belletristik in Esperanto zu veröffentlichen. Im gleichen Jahr hatte ich eine detaillierte Studie erarbeitet über die Veröffentlichungen der chinesischen Esperantisten, die das Hauptbüro des Kulturbundes dem Ministerium für Kultur übergab… Das erteilte die prinzipielle Erlaubnis (und – was wichtig war – genehmigte das Papier) für eine belletristische Veröffentlichung, wenn wir einen veröffentlichungswürdigen Titel hätten. Nun, scheinbar existierte dieser Titel. Mit dieser Perspektive überarbeitete Dr. Karl Schulze noch mehrmals seine Übersetzung, die letztendlich im Jahr 1974 bei Edition Leipzig erschien. Die ungewöhnlich hohe Auflage von 8000 Exemplaren war nach einem Jahr vergriffen.“
Aus dem Romanmanuskript hatte Karl Schulze schon am 14. Februar 1973 im Club 72 gelesen und Probleme beim Übersetzen dieses Werks erläutert. Vor der Veröffentlichung hatten Jerzy Grum (Warschau), Erich-Dieter Krause (Leipzig), Peter Wolfgang Ruff (Berlin) und Walter von Waldowski (Westberlin) den Text durchgesehen.
1977 erschien dann Schulzes Esperanto-Übersetzung von Brechts Dreigroschenroman. Dieser Roman erschien auch im Bleicher-Verlag, an den Edition Leipzig die Lizenz zum Vertrieb in nichtsozialistischen Ländern vergab.
Karl Schulze blieb sehr produktiv als Übersetzer. Ulrich Becker schreibt in seiner Einführung in die Faust-Übersetzung: „Nach Auskunft seiner Familie nutzte er seine Freizeit ausschließlich für Esperanto. Die Übersetzungsarbeit beanspruchte in den letzten acht Jahren seines Lebens die meiste Zeit; anfangs waren das kurze Texte, Erzählungen von DDR-Schriftstellern, aber auch Werke von Thomas Mann und Bertolt Brecht; es folgten vier Romane (von Bruno Apitz, Bertolt Brecht, Arnold Zweig und Thomas Mann)… und als letzte Arbeit beide Teile des Faust von Johann Wolfgang von Goethe.“
In den Esperanto-Zeitschriften der esperantist (Verbandszeitschrift von GDREA) und PACO (jährliche DDR-Ausgabe der Zeitschrift der Weltfriedens-Esperantobewegung/Mondpaca Esperantista Movado – MEM) veröffentlichte Schulze neben Rezensionen und Beiträgen zu sprachlichen Fragen weitere Übersetzungen von Gedichten, Novellen und Romanauszügen aus der deutschen Literatur ins Esperanto.
Er hielt nun auch bei größeren Esperanto-Veranstaltungen Vorträge, sprach zu Problemen des Übersetzens und las aus seinen literarischen Übersetzungen.
In dem Vortrag Das Abenteuer der Faust-Übersetzung beschreibt Schulze, wie er die Herausforderungen beim Übersetzen dieses anspruchsvollen Werkes der Weltliteratur ins Esperanto bewältigte. Den Vortrag hielt Karl Schulze während des Internationalen Esperanto-Messetreffens in Leipzig (IFER) 1982.
Er zitiert anfangs Arnold Zweig: „…aus frenden Sprachen zu übersetzen“ halte ich „für die beste Möglichkeit… den Geist der eigenen Sprache tiefer und schöpferischer zu begreifen.“ „Gerade dadurch, dass jede fremde Sprache in ihren persönlichsten Wendungen zunächst Widerstände für die Nachdichtung schafft, fordert sie Kräfte des Ausdrucks heraus, die ungesucht, sonst nicht zum Einsatz gelangen, und dieser Kampf, der fremden Sprache zäh das Eigenste abzuzwingen und der eigenen Sprache ebenso plastisch einzuzwingen, hat für mich immer eine besondere Art künstlerischer Lust bedeutet.“
Mit Bezug auf Arnold Zweig erklärt Schulze sein Motiv: „Gerade dieses geistige Vergnügen des Ringens mit der Sprache, um aus unserer internationalen Sprache Esperanto eine derartige Ausdruckskraft zu schöpfen, die notwendig ist, um das nationalsprachige Original adäquat nachzubilden, ist das Motiv, das mich dazu brachte wieder und wieder mit dem Übersetzen anzufangen.“

Der Sprachwissenschaftlerin Sabine Fiedler beweist dieser Aufsatz Schulzes, „nicht nur, in welch hohem Grade er sich seiner Verantwortung als Übersetzer, als Schöpfer der Faust-Version für eine internationale Sprachgemeinschaft bewusst ist“. Sie betrachtet ihn „auch als eine praktische Darstellung der poetischen Ausdruckspotenzen des Esperanto“. Sabine Fiedler analysierte Schulzes Faust-Übertragung ins Esperanto aus „drei Blickwinkeln“ „1. aus literaturwissenschaftlicher Sicht 2. aus übersetzungswissenschaftlicher Sicht 3. aus phraseologiewissenschaftlicher Sicht und bezeichnet sie als ‚qualitativ gute Übersetzung‘“.
Schulze beendete seinen Vortrag mit den Worten: „Zweifeln Sie nach diesen meinen Erklärungen und Bekenntnissen noch daran, dass solch ein Übersetzen ein Abenteuer ist? Es ist ein Abenteuer wegen des großen Umfangs, wegen der vielen Schwierigkeiten, die es zu überwinden galt, wegen der ständigen Gewissensbisse, ob die gefundenen oder gewählten Lösungen treffend, richtig, gut oder wenigstens tolerierbar sind. Aber es ist ein Abenteuer auch deshalb, weil nach dem Übersetzen, ich nicht weiß, ob und wann es gedruckt erscheint, ob die große Mühe Erfolg zeitigt, oder ob unter der Last und Kraft nachheriger gerechtfertigter Kritiken es sich als vergeblich erweist. Diesen Teil des Abenteuers habe ich noch vor mir.“
Karl Schulze erlebte zwar im Juni 1982 eine Lesung aus seiner Faust-Übersetzung mit verteilten Rollen im Berliner Ribbeckhaus unter Mitwirkung von Wera Blanke, Manfred Arnold, Hartmut Mittag und Fritz Wollenberg, aber nicht die Veröffentlichung des Werkes. Doch 16 Jahre nach seinem Tode erwies sich, dass er das Abenteuer nicht umsonst gewagt hatte.

## Nachlass und Veröffentlichungen aus dem Nachlass
Nach seinem Tod 1983 kümmerte sich Helmut Krone (1932–2014, seit 1983 mit Schulzes Tochter Barbara verheiratet) um den Nachlass. Als Bestandteil der Sammlung von Wera und Detlev Blanke kam Schulzes Nachlass – Manuskripte seiner Übersetzungen aus der deutschen Literatur ins Esperanto, teils handschriftlich, teils mit der Schreibmaschine geschrieben, und Korrespondenzen mit Verlagen zu den Veröffentlichungen, und mit anderen Personen meist zu Übersetzungsproblemen, sowie weitere Texte – im August 2010 in das Bundesarchiv (SAPMO: "Interlinguistik – Esperantologie. Archiv und Bibliothek", Sammlung Blanke im Bundesarchiv, BArch NY 4604. 3.1.2 Nachlass von Dr. Karl Schulze 1910–1983).

1998 setzte sich der Verlag Mondial mit Barbara Krone und Käthe Schulze in Verbindung und erhielt die Erlaubnis, Schulzes Faust-Übersetzung zu veröffentlichen. Monika Ludewig (Berlin) übertrug das mit Schreibmaschine geschriebene Manuskript in den Computer, Ino Kolbe (Leipzig) korrigierte den Text und Detlev Blanke beriet den Verlag hinsichtlich der bisherigen Faust-Übersetzungen ins Esperanto, so dass im Goethe-Jahr 1999 zum Esperanto-Weltkongress in Berlin die Esperanto-Ausgabe beider Teile von Goerhes Faust in der Übersetzung von Karl Schulze erscheinen konnte. Die Einführung von Ulrich Becker zu Goethe, seinem Faust-Stoff, zu bisherigen Versuchen, den Faust ins Esperanto zu übersetzen und zum Übersetzer Karl Schulze und seinem Schaffen wird ergänzt durch den Aufsatz Schulzes Das Abenteuer der Faust-Übersetzung und zwei Umschlagillustrationen von Uday K. Dhar.
Ulrich Becker vergleicht in seiner Einführung verschiedene Faust-Übersetzungen ins Esperanto am Beispiel der ersten Strophe der Widmung. und kommt zu dem Schluss: „Insgesamt, auf den ersten Eindruck, scheint Schulzes Faust einfacher strukturiert, gestraffter, klarer lesbar und semantisch mehr dem Original entsprechend als beispielsweise der von Barthelmess.“
Die zweite, sprachlich von Wera Blanke revidierte Faust-Ausgabe von 2004 brachte den Esperantotext und den deutschsprachigen Text parallel.
Ebenfalls 2004 veröffentlichte der Mondial-Verlag die Esperanto-Übersetzung des Romans Lotte in Weimar von Thomas Mann aus dem Schulze-Nachlass.

## Ehrungen
- 1974, beim 2. Zentralen Treffen der Esperantisten im Kulturbund der DDR in Berlin wurde Karl Schulze ein luxuriös in Leder gebundenes Exemplar seines Buches Nackt unter Wölfen überreicht.
- 1980 Ehrenzeichen des ZAKE
- 1981 Ehrenzeichen der MEM

## Schriften (Auswahl)
- Karl Schulze: La aventuro de la Faŭst-tradukado. In PACO, DDR-Ausgabe 1982, Kulturbund der DDR, Berlin, S. 24–28. Nachdruck in: Johann Wolfgang von Goethe: Faŭsto, partoj unu kaj du, dramo. 1. Aufl., Mondial Verlag Berlin 1999, 208 Seiten.
- Thomas Mann 1875–1975. In: PACO, DDR-Ausgabe 1975, Kulturbund der DDR, Berlin, S. 17.

## Veröffentlichte Übersetzungen
- Bruno Apitz: Nuda inter Lupoj. Roman, Edition Leipzig 1974, 480 Seiten
- Bertolt Brecht: Trigroŝa Romano. Roman, Edition Leipzig 1977, 374 Seiten.
- Johann Wolfgang von Goethe: Faŭsto, Teil 1 und 2. 1. Aufl., Mondial Verlag, Berlin 1999, 208 Seiten; 2. Aufl. Mondial, New York, 2004, 568 Seiten.
- Thomas Mann: Lotte en Weimar. Roman, Mondial, New York, 2004, 448 Seiten.
- Thomas Mann: La fino de Cipolla. Aus der Novelle Mario kaj la magiisto. In: PACO, DDR-Ausgabe 1975, Kulturbund der DDR, Berlin, S. 17–19.
- Heinrich Mann: Inaŭguro de monumento. Aus dem Roman La Regatg (Der Untertan). In PACO, DDR-Ausgabe 1971, Kulturbund der DDR, Berlin, S. 20–21.
- Johannes R. Becher: Arnold Zweig, Gedicht. In: PACO, DDR-Ausgabe 1969, Kulturbund der DDR, Berlin, S. 5.
- Günter und Johanna Braun: Viro kun Gitaro. Aus der Novellensammlung Bettina pflückt wilde Narzissen. In: P'ACO. DDR-Ausgabe 1986, Kulturbund der DDR, Berlin, S. 34.
- Bertolt Brecht: La Soldato de La Ciotat und La du Filoj. Zwei Erzählungen aus Kalendergeschichten. In: PACO, DDR-Ausgabe 1970, Kulturbund der DDR, Berlin, S. 15 und S. 25.
- Bertolt Brecht: Parabolo de l‘ Budao pri la brulanta domo. In PACO, DDR-Ausgabe 1974, Kulturbund der DDR, Berlin, S. 22.
- Bertolt Brecht: La infana kruciro 1939. In: PACO, DDR-Ausgabe 1977, Kulturbund der DDR, S. 12–13.
- Bernd Jentzsch: La ilflago. Aus der Novellensammlung Bettina pflückt wilde Narzissen. In: PACO, DDR-Ausgabe 1980, Kulturbund der DDR, Berlin, S. 16–17.
- Erich Kästner: Ĉarma vespero. In: PACO, DDR-Ausgabe 1970, Kulturbund der DDR, Berlin, S. 29.

## Unveröffentlichte Übersetzungen (Auswahl)
- Johannes R. Becher: Poemoj.
- Bertolt Brecht: Kalendaraj Rakontoj.
- Bertolt Brecht: Rakontoj de s-ro Keuner.
- Bertolt Brecht: Trigroŝa Opero.
- Johann Wolfgang von Goethe: Poemoj.
- Gotthold .Ephraim Lessing: Nathan la Saĝulo.
- Thomas Mann: Mario kaj la Sorĉisto. Novelo. 47 paĝoj.
- Arnold Zweig: La Lukto pro la Serĝento Griŝa. Romano. 491 paĝoj.
- Richard Christ und Manfred Wolter (Red.): Kvindek rakontistoj de GDR. Aufbau-Verlag, Berlin und Weimar 1976, 758 Seiten. Das Buch enthält Erzählungen von Friedrich Wolf, Bertolt Brecht, Ludwig Turek, Anna Seghers, F. C. Weiskopf, Willi Bredel, Otto Gotsche, Bodo Uhse, Jan Petersen, Wolfgang Joho, Louis Fürnberg, Eduard Claudius, Harald Hauser, Erwin Strittmatter, Stefan Heym, Stephan Hermlin, Herbert Jobst, Karl Mundstock, Jurij Brězan, Margarete Neumann, Johannes Bobrowski, Paul Wiens, Franz Fühmann, Götz R. Richter, Helmut Sakowski, Benno Pludra, Hermann Kant, Günter de Bruyn, Bernhard Seeger, Günter Kunert, Christa Wolf, Karl Heinz Jakob, Herbert Nachbar, Siegfried Pitschmann, Richard Christ, Erik Neutsch, Martin Stade, Wolfgang Kohlhaase, Joachim Nowotny, Irmtraud Morgner, Werner Bräunig, Sarah Kirsch, Fritz Rudolf Fries, Karl Mickel, Helga Schütz, Peter Gosse, Volker Braun, Bernd Jentzsch, Manfred Jendryschik, Axel Schulze.
- Manfred Jendryschik (Red.): Bettina plukas narcisojn kaj aliaj historioj. Mitteldeutscher Verlag, Halle 1972, 439 Seiten. Erzählungen von 44 Autoren, unter anderem Johannes Bobrowski, Bertolt Brecht, Jurij Brězan, Günter de Bruyn, Franz Fühmann, Werner Heiduczek, Manfred Jendryschik, Hermann Kant, Jan Koplowitz, Günter Kunert, Irmtraud Morgner, Heiner Müller, Anna Seghers, Erwin Strittmatter, Siegfried Weinhold, Friedrich Wolf.
- Weitere Übersetzungen aus Werkem von Stephan Hermlin, Klaus Schlesinger, Martin Stephan, Franz Fühmann, Ludwig Turek, Irmtraud Morgner, Anna Seghers, Günter de Bruyn, Hermann Kant, Johannes Bobrowski, Günter Ross, Martin Andersen Nexö, Arnold Zweig, Eduard Claudius, Günter Kunert, Axel Schulze, Heiner Müller, Günter de Bruyn, Irmtraud Morgner, Erich Kästner, Manfred Jendryschik, Fritz Rudolf Fries, F. C. Weiskopf, Christian Morgenstern, Johannes Bobrowski, Siegfried Weinhold, Günter u. Johanna Braun, Friedrich Wolf, Gerhard Rotbauer, Anna Seghers, Heinz Knobloch, Ursula Hörig, Rose Nyland